# Аллен Ньюелл
Аллен Ньюелл (англ. Allen Newell, 19 березня 1927, Сан-Франциско, США — 19 липня 1992, Піттсбург, США) — американський науковець у галузі когнітивної психології і штучного інтелекту.
Працював у дослідному центрі RAND та Університеті Карнегі — Меллон. Він брав участь у розробці мови програмування IPL і двох самих ранніх програм штучного інтелекту — Logic Theory Machine (1956) і General Problem Solver (1957) (спільно з Гербертом Саймоном). У 1975 році спільно з Саймоном був нагороджений Премією Тюрінга за основоположні роботи в галузі штучного інтелекту і психології механізмів людського сприйняття.

## Біографія
Отримав ступінь бакалавра в Стенфордському університеті в 1949 році. Був аспірантом в Принстонському університеті в 1949-1950, де викладав математику. Завдяки його ранньому знайомству з новою областю, відомою як теорія ігор, він був переконаний, що він волів би «поєднати експерименталі та теоретичні дослідження в чистій математиці», як казав його наставник Герберт Саймон. Незабаром після цього він покинув Принстон і вступив в RAND Corporation в Санта-Моніці, де він працював у групі, яка вивчає проблеми логістики Військово-повітряних сил.
Його робота з Йосипом Крускалом привела до створення двох теорій: моделі теорії організації і формулювання точних понять в теорії організації. Потім Ньюел звернувся до розробки та проведення лабораторних експериментів на прийняття рішень в малих групах. Він разом з іншими товаришами по команді RAND — Джонном Кеннеді, Бобом Чепменом та Біллом Бивом — працювали у Військово-повітряних силах раннього попередження у вивченні організаційних процесів льотних екіпажів. Вони отримали фінансування з ВВС в 1952 році на створення тренажеру, який дозволив би їм вивчати і аналізувати взаємодії в кабіні, пов'язані з прийняттям рішень і обробкою інформації. На підставі цих досліджень Ньюел прийшов до переконання, що обробка інформації є центральною ланкою у діяльності організації.
Помер від раку.

## Штучний інтелект
У вересні 1954 р. Ньюел був на семінарі, де Олівер Селфрідж описував як працює комп'ютерна програма, яка може навчатися розпізнавати букви та інші візерунки. Це було у той час, коли Аллен прийшов до переконання, що система може бути створена і містити інтелект та здатність до адаптації. Маючи це на увазі, Аллен написав у 1955 році, через пару місяців, шахову машину: приклад роботи складної задачі з адаптації. Його роботи привернули увагу економістів (і майбутнього лауреата Нобелівської премії) Герберта Саймона, а разом з програмістом JC Shaw, вони розробили першу програму штучного інтелекту. Він представив програму на Дартмутської конференції 1956 року, неофіційному зборі дослідників, які були зацікавлені в моделюванні інтелекту з допомогою комп'ютерів.

## Інші досягнення
Ньюел і Саймон сформували міцне партнерство. Вони заснували лабораторію штучного інтелекту Університету Карнегі-Меллона і підготувала ряд важливих програм і теоретичних уявлень протягом кінця п'ятдесятих і шістдесятих років.
Роботи Ньюела завершилися розвитком когнітивної архітектури, відомих як SOR і його єдина теорія пізнання, опублікованій в 1990 році, але їх покращення було метою його зусиль до самої смерті.

## Нагороди
- 1971 — John Danz Lecturer, University of Washington
- 1971 — Harry Goode Memorial Award, American Federation of Information Processing Societies
- 1972 — Elected to member of the United States National Academy of SciencesSearch Deceased Member Data. United States National Academy of Sciences. Архів оригіналу за 21 липня 2013. Процитовано 16 липня 2011. Search with Newell as last name.
- 1972 — Elected to Fellow of the American Academy of Arts and SciencesBook of Members, 1780-2010: Chapter N (PDF). American Academy of Arts and Sciences. Архів (PDF) оригіналу за 21 липня 2013. Процитовано 16 липня 2011.
- 1975 — A. M. Turing Award (with Herbert A. Simon), Association for Computing MachineryA. M. Turing Award. Association for Computing Machinery. Архів оригіналу за 21 липня 2013. Процитовано 10 лютого 2011.
- 1976-77 — Guggenheim Fellowship, John Simon Guggenheim Memorial FoundationSearch Fellows. John Simon Guggenheim Memorial Foundation. Архів оригіналу за 21 липня 2013. Процитовано 18 липня 2011. Search for Newell between 1976 and 1977.
- 1979 — Alexander C. Williams Jr. Award (with William C. Biel, Robert Chapman and John L. Kennedy), Human Factors Society
- 1980 — Elected to member of the United States National Academy of EngineeringNAE Members Directory - Dr. Allen Newell. United States National Academy of Engineering. Архів оригіналу за 21 липня 2013. Процитовано 22 січня 2011.
- 1980 — First President, American Association for Artificial Intelligence
- 1981 — Charter recipient of the Computer Pioneer Award from the IEEE Computer SocietyComputer Pioneer Charter Recipients. IEEE Computer Society. Архів оригіналу за 21 липня 2013. Процитовано 16 липня 2011.
- 1985 — Distinguished Scientific Contribution Award, American Psychological Association
- 1986 — Doctor of Science (Honorary), University of Pennsylvania
- 1987 — William James Lectures, Harvard University
- 1989 — Award for Research Excellence, International Joint Conference on Artificial Intelligence
- 1989 — Doctor in the Behavioral and Social Sciences (Honorary), University of Groningen, The Netherlands
- 1989 — William James Fellow Award (charter recipient), American Psychological Society[en]
- 1990 — IEEE Emanuel R. Piore AwardIEEE Emanuel R. Piore Award Recipients (PDF). IEEE. Архів оригіналу (PDF) за 21 липня 2013. Процитовано 30 грудня 2010.
- 1990 — IEEE W.R.G. Baker Prize Paper AwardIEEE W.R.G. Baker Prize Paper Award Recipients (PDF). IEEE. Архів оригіналу (PDF) за 21 липня 2013. Процитовано 28 листопада 2010.
- 1992 — Американська національна медаль науки.The President's National Medal of Science: Recipient Details Allen Newell. US National Science Foundation. Архів оригіналу за 21 липня 2013. Процитовано 28 листопада 2010.
- 1992 — The Franklin Institute’s Louis E. Levy MedalFranklin Laureate Database - Louis E. Levy Medal Laureates. Franklin Institute. Архів оригіналу за 21 липня 2013. Процитовано 22 січня 2011.